# Szun Pao-csie
Szun Pao-csie (Sun Baojie) (Csincsung (Jinzhong), 1965. január 2. –) kínai nemzetközi labdarúgó-játékvezető.

## Pályafutása

### Nemzeti játékvezetés
A játékvezetői vizsgát 1984-ben szerezte meg. Nemzeti labdarúgó-szövetségének megfelelő játékvezető bizottsága minősítése alapján 1995-ben lett a I. Liga játékvezetője. A küldési gyakorlat szerint rendszeres 4. bírói szolgálatot is végzett.

### Nemzetközi játékvezetés
A Kínai labdarúgó-szövetség Játékvezető Bizottsága (JB) terjesztette fel nemzetközi játékvezetőnek, a Nemzetközi Labdarúgó-szövetség (FIFA) 1997-től tartotta nyilván bírói keretében. 2008-ban az Ázsiai Labdarúgó-szövetség (AFC) Játékvezető Bizottsága az elit bírók kategóriájába sorolta. Több nemzetek közötti válogatott és klubmérkőzést vezetett. A kínai nemzetközi játékvezetők rangsorában, a világbajnokság-Ázsia-bajnokság sorrendjében az 1. helyet foglalja el 17 találkozó szolgálatával. Az aktív nemzetközi játékvezetéstől 2010-ben a FIFA JB 45. éves korhatárának elérésével búcsúzott.

#### Labdarúgó-világbajnokság

##### U20-as labdarúgó-világbajnokság
Argentínában rendezték az U20-as labdarúgó-világbajnokságot, ahol a FIFA JB bírói szolgálatra alkalmazta.

###### 2001-es ifjúsági labdarúgó-világbajnokság
| Időpont          | Helyszín                              | Mérkőzés típusa              | Mérkőzés             | Eredmény | Nézők száma |
| ---------------- | ------------------------------------- | ---------------------------- | -------------------- | -------- | ----------- |
| 2001. június 17. | José Amalfitani Stadion, Buenos Aires | csoportmérkőzés (A. csoport) | Argentína–Finnország | 2 : 0    | 24 000      |

---
Négy világbajnoki döntőhöz vezető úton Franciaországba a XVI., az 1998-as labdarúgó-világbajnokságra, Dél-Koreába és Japánba a XVII., a 2002-es labdarúgó-világbajnokságra, Németországba a XVIII., a 2006-os labdarúgó-világbajnokságra valamint Dél-Afrikába a XIX., a 2010-es labdarúgó-világbajnokságra a FIFA JB játékvezetőként alkalmazta. Selejtező mérkőzéseket azAFC zónában vezetett.

##### 1998-as labdarúgó-világbajnokság

###### Selejtező mérkőzés
| Időpont          | Helyszín                | Mérkőzés típusa                | Mérkőzés   | Eredmény | Nézők száma |
| ---------------- | ----------------------- | ------------------------------ | ---------- | -------- | ----------- |
| 1997. június 22. | Központi Stadion, Tokió | AFC zóna első kör (4. csoport) | Nepál–Omán | 0 : 6    |             |

##### 2002-es labdarúgó-világbajnokság

###### Selejtező mérkőzés
| Időpont              | Helyszín                     | Mérkőzés típusa               | Mérkőzés                      | Eredmény | Nézők száma |
| -------------------- | ---------------------------- | ----------------------------- | ----------------------------- | -------- | ----------- |
| 2001. április 8.     | Városi Stadion, Bengaluru    | zóna (8. csoport)             | India–Egyesült Arab Emírségek | 1 : 0    | 12 000      |
| 2001. szeptember 22. | Rajamangala Stadion, Bangkok | zóna második kör (1. csoport) | Thaiföld–Irak                 | 1 : 1    | 17 000      |

##### 2006-os labdarúgó-világbajnokság

###### Selejtező mérkőzés
| Időpont            | Helyszín                                     | Mérkőzés típusa                | Mérkőzés                         | Eredmény | Nézők száma |
| ------------------ | -------------------------------------------- | ------------------------------ | -------------------------------- | -------- | ----------- |
| 2004. február 18.  | Sheikh Khalifa International Stadion, El-Ajn | zóna második kör (5. csoport)  | Egyesült Arab Emírségek–Thaiföld | 1 : 0    | 4 000       |
| 2004. november 17. | Bahrain National Stadion, Ar Rifa            | zóna második kör (6. csoport)  | Bahrein–Tadzsikisztán            | 4 : 0    | 15 000      |
| 2005. március 25.  | Kazma Stadion, Kuwait City                   | zóna harmadik kör (1. csoport) | Kuvait–Üzbegisztán               | 2 : 1    | 12 000      |

##### 2010-es labdarúgó-világbajnokság

###### Selejtező mérkőzés
| Időpont            | Helyszín                               | Mérkőzés típusa                | Mérkőzés                       | Eredmény | Nézők száma |
| ------------------ | -------------------------------------- | ------------------------------ | ------------------------------ | -------- | ----------- |
| 2007. november 18. | Abbasiyyin Stadion, Damascus           | zóna                           | Szíria–Indonézia               | 7 : 0    | 5 000       |
| 2008. március 26.  | Abbasiyyin Stadion, Damascus           | zóna (5. csoport)              | Szíria–Egyesült Arab Emírségek | 1 : 1    | 35 000      |
| 2008. június 2.    | Rajamangala Nemzeti Stadion, Bangkok   | zóna harmadik kör (2. csoport) | Thaiföld–Bahrein               | 2 : 3    | 15 000      |
| 2008. június 22.   | Azadi Stadion, Teherán                 | zóna harmadik kör (5. csoport) | Irán–Kuvait                    | 2 : 0    | 20 000      |
| 2008. november 19. | Jassim Bin Hamad Stadion, Doha         | zóna negyedik kör (A. csoport) | Katar–Japán                    | 0 : 3    | 13 000      |
| 2009. április 1.   | Bahrain National Stadion, Madinat 'Isa | zóna negyedik kör (A. csoport) | Bahrein–Katar                  | 1 : 0    | 20 000      |
| 2009. június 6.    | Yanggakdo Stadion, Phenjan             | zóna negyedik kör (B. csoport) | Dél-Korea–Irán                 | 0 : 0    | 30 000      |

#### Ázsia-kupa
Kettő ázsiai labdarúgó-torna döntőjéhez vezető úton Indonéziába, Malajziába, Thaiföldön és Vietnámban a 2007-es Ázsia-kupán, valamint Katarba a 2011-es Ázsia-kupán az AFC JB játékvezetőként alkalmazta. 2007-ben a torna történetében első alkalommal négy nemzet volt a rendező.

##### 2007-es Ázsia-kupa

###### Selejtező mérkőzés
| Időpont            | Helyszín                             | Mérkőzés típusa           | Mérkőzés          | Eredmény | Nézők száma |
| ------------------ | ------------------------------------ | ------------------------- | ----------------- | -------- | ----------- |
| 2006. március 1.   | Jassim Bin Hamad Stadion, Doha       | selejtező (F. csoport)    | Katar–Üzbegisztán | 2 : 1    | 7 000       |
| 2007. július 15.   | Gelora Bung Karno Stadion, Jakarta   | selejtező (D. csoport)    | Bahrein–Dél-Korea | 2 : 1    | 9 000       |
| 2009. november 14. | Sultan Qaboos Sports Stadion, Muscat | előselejtező (B. csoport) | Omán–Ausztrália   | 1 : 2    | 12 000      |
| 2010. január 6.    | Nemzeti Stadion, Szingapúr           | selejtező (E. csoport)    | Szingapúr–Irán    | 1 : 3    | 7 356       |

#### Nemzetközi kupamérkőzések
Vezetett Kupa-döntők száma: 1.

##### AFC Elnöki-kupa
| Időpont         | Helyszín                 | Mérkőzés típusa | Mérkőzés             | Eredmény | Nézők száma |
| --------------- | ------------------------ | --------------- | -------------------- | -------- | ----------- |
| 2006. május 21. | Sarawak Stadion, Kuching | döntő           | Dordoi-Dynamo–Vakhsh | 2 : 1    | 500         |